# UNIX時間

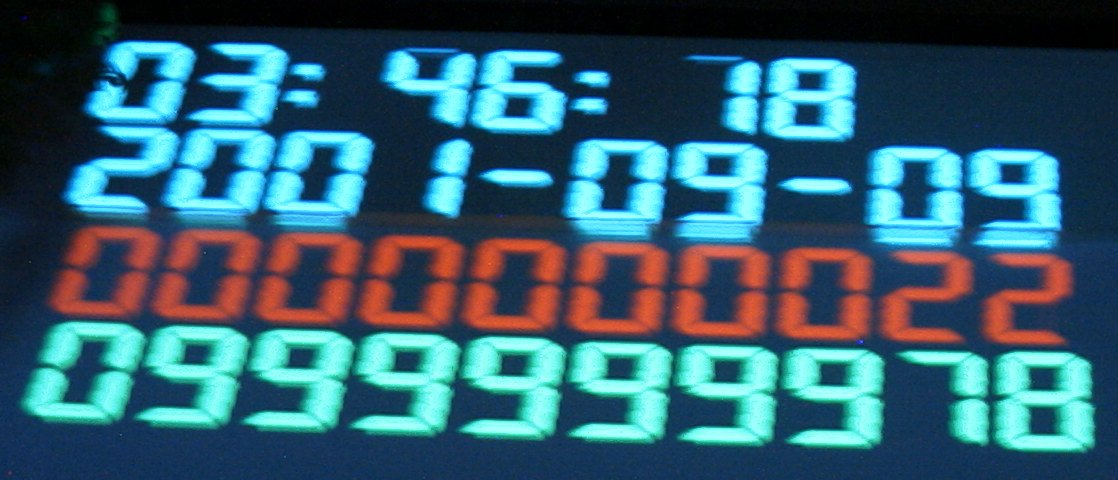
UNIX時間 1,000,000,000 まであとわずかの2001年9月9日

UNIX時間（ユニックスじかん）またはUNIX時刻（ユニックスじこく、UNIX time（ユニックスタイム）、POSIX time（ポジックスタイム））とはコンピューターシステム上での時刻表現の一種。協定世界時（UTC）での1970年1月1日午前0時0分0秒（UNIXエポック）から形式的な経過秒数として表される。
真の経過秒数ではなく、その間に挿入された閏秒を引き、削除された閏秒を加えた値である。大多数のシステムで採用されている。
UNIX系のオペレーティングシステム（データ型はtime_t）だけでなく、他の多くのオペレーティングシステムにおいてもこの表現方法が用いられている。システム内部では64ビット符号付整数（signed int）や64ビット倍精度浮動小数点数で扱われていることが多い。ここで、以前は多かった32ビット整数で扱われていた場合で、符号付きであった場合、その最大値 2,147,483,647 を超えると負の値になり、正しく時刻を扱えなくなるという問題がある。これを2038年問題という。

## 協定世界時（UTC）との関係
UNIX時刻はシステム依存だが、大多数のシステムでは、協定世界時（UTC）の時刻に基づき、1970年1月1日午前0時0分0秒（UNIXエポック）からの経過秒数を、閏秒の存在を無視し形式的な差を計算した値に等しい。したがって正の閏秒1秒が挿入された時刻を挟んだ2秒間において、UNIX時刻の値は1秒しか値が進まない。システムによっては、前後のある程度の時間に分散させてズレを吸収するものもある。また閏秒の前後での、秒より細かい時刻の扱いについては、システムにより異なることがある（特に、閏秒によって時刻が1秒巻き戻ったかのように見える場合もあり得るので注意が必要）。
| 協定世界時 (UTC)    | UNIXエポックからの 真の経過秒数 | UNIX時刻  |
| ------------------- | ------------------------------- | --------- |
| 1998-12-31T23:59:59 | 915148820                       | 915148799 |
| 1998-12-31T23:59:60 | 915148821                       | 915148800 |
| 1999-01-01T00:00:00 | 915148822                       | 915148800 |
| 1999-01-01T00:00:01 | 915148823                       | 915148801 |

## 表現できる日付の範囲
UNIXエポックからの経過時間を表現する際の単位として、秒以外にも、様々な単位を使うことができ、秒とナノ秒が利用されることが多めであるが、最初の Java や JavaScript はミリ秒を採用していた（java.lang.System.currentTimeMillis() など）。表現するための数値として64ビット符号付き整数が使われることが多いが、64ビット倍精度浮動小数点数が使われることもある（Pythonのtime.time()など）。かつては単位を秒として32ビット符号付き整数が使われたこともあったがこれは2038年までしか表現できない。
| 値の型 | 時間単位   | 日付の下限                       | 日付の上限                       |
| ------ | ---------- | -------------------------------- | -------------------------------- |
| int32  | 秒         | 1901年12月13日20時45分52秒       | 2038年1月19日3時14分7秒          |
| int64  | 秒         | 2.9e11 BC                        | 2.9e11 AD                        |
| int64  | ミリ秒     | 2.9e8 BC                         | 2.9e8 AD                         |
| int64  | マイクロ秒 | 290301 BC                        | 294241 AD                        |
| int64  | ナノ秒     | 1677年9月21日 00:12:43.145224192 | 2262年4月11日 23:47:16.854775807 |

## UNIX時刻の表示例
| UNIX時間   | 協定世界時 (UTC)    | 日本標準時 (JST)    |
| ---------- | ------------------- | ------------------- |
| 0          | 1970-01-01T00:00:00 | 1970-01-01T09:00:00 |
| 100000000  | 1973-03-03T09:46:40 | 1973-03-03T18:46:40 |
| 1000000000 | 2001-09-09T01:46:40 | 2001-09-09T10:46:40 |
| 1234567890 | 2009-02-13T23:31:30 | 2009-02-14T08:31:30 |
| 2147483647 | 2038-01-19T03:14:07 | 2038-01-19T12:14:07 |

## プログラミング言語やシェルからの利用例
UNIX/Linuxのシェル上で、UNIX時間をUTCに変換する例
```
date -u -d '@1234567890'
```

*BSDのシェル上で、UNIX時間をUTCに変換する例
```
date -jr '1234567890'
```

UNIX/Linuxのシェル上で、UNIX時間をローカル時刻に変換する例
```
date -d '@1234567890'
```

*BSDのシェル上で、UNIX時間をローカル時刻に変換する例
```
date -j '+%s'
```

Webブラウザのアドレスバー（URL欄）にJavaScriptを入力することで表示させる例（Firefox 6.0以降ではスクラッチパッド）
```
javascript:window.alert(Math.floor((new Date()).getTime()/1000))
```

C言語で現在のUNIX時刻を表示するプログラム
```
#include
 
<stdio.h>

#include
 
<time.h>

int
 
main
(
void
)

{

    
time_t
 
now
;

    
now
 
=
 
time
(
NULL
);

    
printf
(
"%lld"
,
 
(
long
 
long
)
now
);

    
return
 
0
;

}

```